# Ủy ban Văn hóa và Xã hội của Quốc hội (Việt Nam)
Ủy ban Văn hóa và Xã hội của Quốc hội ở Việt Nam là lĩnh vực văn hóa giáo dục thanh thiếu niên nhi đồng của Quốc hội. Đồng thời thảo luận sửa đổi các đạo Luật liên quan đến văn hóa, giáo dục, thanh niên và nhi đồng trước khi trình Quốc hội. Đồng thời, giám sát các lĩnh vực liên quan tới lao động, y tế, xã hội, tôn giáo và vấn đề khác do Quốc hội giao.
Cơ quan này được thành lập trong đợt cải cách hành chính ở Việt Nam 2024–2025 trên cơ sở sáp nhập Ủy ban Xã hội của Quốc hội và Ủy ban Văn hóa, Giáo dục của Quốc hội.

## Danh sách ủy viên

### Khóa XV
- Chủ nhiệm:
  - Nguyễn Đắc Vinh, Ủy viên Ban Chấp hành Trung ương Đảng Cộng sản Việt Nam khóa XIII
- Phó Chủ nhiệm:
  - Nguyễn Thị Kim Thúy
  - Đỗ Thị Lan
  - Tạ Văn Hạ
  - Phan Viết Lượng
  - Nguyễn Hoàng Mai
  - Nguyễn Thị Mai Hoa
  - Đinh Công Sỹ
  - Triệu Thế Hùng

## Chủ nhiệm ủy ban qua các thời kỳ
| STT | Chủ nhiệm       | Khóa Quốc hội    | Ghi chú           | Nguồn |
| --- | --------------- | ---------------- | ----------------- | ----- |
| 1   | Nguyễn Đắc Vinh | Quốc hội khóa XV | chức vụ thành lập | [ 2 ] |